# Rivière Macamic
Rivière Macamic är ett vattendrag i Kanada.   Det ligger i provinsen Québec, i den sydöstra delen av landet, 400 km nordväst om huvudstaden Ottawa.
Omgivningarna runt Rivière Macamic är en mosaik av jordbruksmark och naturlig växtlighet. Runt Rivière Macamic är det mycket glesbefolkat, med 2 invånare per kvadratkilometer.